# Kenny Molly
Kenny Molly (Izegem, 24 december 1996) is een Belgisch wielrenner.
Molly reed in 2017 en 2018 voor AGO-Aqua Service de opleidingsploeg van Bingoal-Wallonie Bruxelles. Nadat hij in 2017 stage had gelopen bij Fortuneo-Oscaro en in 2018 stage bij WB-Aqua Protect-Veranclassic werd hij in 2019 prof bij Wallonie Bruxelles. In 2023 deed Molly een stap terug naar het Franse Go Sport-Roubaix Lille Métropole.

## Palmares
2020
Bergklassement Ronde van Slowakije
2021
Bergklassement Ronde van Luxemburg
2025
Bergklassement Ronde van de Alpes-Maritimes

## Resultaten in voornaamste wedstrijden
|      | \| Jaar \| Gent-Wevelgem \| Amstel Gold Race \| Luik-Bast.‑Luik \| Waalse Pijl \| Parijs-Tours \| \| ---- \| ------------- \| ---------------- \| --------------- \| ----------- \| ------------ \| \| 2019 \| \| \| opgave \| opgave \| 54e \| \| 2020 \| 82e \| \| 101e \| 68e \| \| \| 2021 \| 76e \| 113e \| 122e \| opgave \| \| \| 2022 \| \| 55e \| 96e \| 76e \| opgave \| \| 2023 \| \| \| \| \| 116e \| |                  |                 |             |              |
| Jaar | Gent-Wevelgem | Amstel Gold Race | Luik-Bast.‑Luik | Waalse Pijl | Parijs-Tours |
| 2019 | |                  | opgave          | opgave      | 54e          |
| 2020 | 82e |                  | 101e            | 68e         |              |
| 2021 | 76e | 113e             | 122e            | opgave      |              |
| 2022 | | 55e              | 96e             | 76e         | opgave       |
| 2023 | |                  |                 |             | 116e         |

## Ploegen
- 2016 –  AWT-GreenWay (stagiair vanaf 1 augustus)
- 2016 –  Klein Constantia
- 2017 –  AGO-Aqua Service
- 2017 –  Fortuneo-Oscaro (stagiair vanaf 1 augustus)
- 2018 –  AGO-Aqua Service
- 2018 –  WB-Aqua Protect-Veranclassic (stagiair vanaf 1 augustus)
- 2019 –  Wallonie Bruxelles
- 2020 –  Bingoal-Wallonie Bruxelles
- 2021 –  Bingoal Pauwels Sauces WB
- 2022 –  Bingoal Pauwels Sauces WB
- 2023 –  Go Sport-Roubaix Lille Métropole
- 2024 –  Van Rysel-Roubaix
- 2025 –  Van Rysel-Roubaix

Dehaes · Ista · Jules · Liepiņš · Lietaer · Molly · Mortier · Nõmmela · Paasschens · Peyskens · Planckaert · Robeet · Six · Spengler (t/m 10 oktober) · Taminiaux · T. Wirtgen · Castrique (stagiair) · Huys (stagiair) · Paquot (stagiair) · L. Wirtgen (stagiair)
Castrique · De Bie · Huys · Ista · Lietaer · Livyns · Molly · Mortier · Nõmmela · Paasschens · Peyskens · Planckaert · Robeet · Six · Suter · Taminiaux · Vallée · Vanendert · L. Wirtgen · T. Wirtgen
Aniołkowski · Castrique · De Bie · Dupont · Huys · Livyns · Menten · Mertz · Molly ·Paasschens · Paquot · Peyskens · Rex · Robeet · Suter · Vallée · Vanendert · Venner · L. Wirtgen · T. Wirtgen · De Maeght (stagiair) · Desal (stagiair)
Aniołkowski · Blouwe · De Maeght · Desal · Dupont · Lauk · Livyns · Meens · Menten · Mertz · Molly ·Paasschens · Paquot · Peyskens · Rex · Robeet · Tietema (vanaf 1/2) · Tizza · Venner · Viviani (vanaf 21/3) · L. Wirtgen · T. Wirtgen · Desmarets (stagiair) · Dopchie (stagiair)